# Philipp Reinhard Seybert
Philipp Reinhard Seybert (* 8. April 1790 in Esch; † 29. Oktober 1829 ebenda) war ein nassauischer Politiker und ehemaliger Abgeordneter der 2. Kammer der Landstände des Herzogtums Nassau.

## Leben
Seybert war der Sohn des Gastwirts und Posthalters aus Esch Johann Daniel Seybert (* 30. März 1747 in Esch; † 8. Mai 1815 ebenda) und dessen Ehefrau Catharina Elisabeth geborene Schaub (* in Esch; † 20. Juli 1812 ebenda). Seybert, der evangelischer Konfession war, heiratete am 15. Januar 1809 in Esch Amalia Elisabetha geborene Herber (* 14. Dezember 1786 in Langenschwalbach; † 22. September 1873 in Esch), die Tochter des Gastwirts ("Zum goldenen Brunnen" in Langenschwalbach) und Gerichtsschöffen Johann Leonhard Herber. Der gemeinsame Sohn Wilhelm Seybert wurde ebenfalls in den nassauischen Landtag gewählt.
Philipp Reinhard Seybert war Gastwirt ("Zum grünen Baum"), Weinhändler und Thurn- und Taxischer Posthalter in Esch. Er war auch Gutsherr auf dem "Stellhof" (1817–1829 an Georg Weißbrod verpachtet).
1820 wurde er aus der Gruppe der Grundbesitzer im Wahlkreis Wiesbaden in die Deputiertenkammer der Landstände des Herzogtums Nassau gewählt. 1820 nahm er an der Landtagssession nicht teil. 1823 wurde sein Mandat aberkannt.